# بريستينامايسين
Pristinamycinهو مضاد حيوي يستخدم في المقام الأول في علاج العنقوديات، وإلى حد أقل العقديات. هو streptogramin مجموعة المضادات الحيوية، على غرار فرجينياميسين، المستمدة من البكتيريا السبحية pristinaespiralis . يتم تسويقها في أوروبا من قبل شركة سانوفي افنتيس تحت اسم والتجارة Synercid Pyostacine.
Pristinamycin هو مزيج من عنصرين التي لديها عمل تعاوني مضادة للجراثيم. Pristinamycin IA هو ماكرولايد، والنتائج في pristinamycin وجود طيف مماثل من إجراءات ل الاريثروميسين . Pristinamycin IIA (streptogramin A) هو depsipeptide . PI وPII هي ساهمت في إنتاج س. pristinaespiralis في نسبة 30:70. كل مركب يربط الوحيدات ال 50 البكتيرية S الريباسي ويكبح عملية استطالة لتصنيع البروتين، واظهار وبذلك فقط لنشاط معتدل للجراثيم. ومع ذلك، فإن الجمع بين كل من المواد تعمل بالتآزر ويؤدي إلى نشاط فعال للجراثيم التي يمكن أن تصل إلى 100 مرة من مكونات منفصلة.
الجين السكروز كتلة pristinamycin هي أكبر فائق المضادات الحيوية المعروفة حتى الآن مع حجم 210 كيلوبايت ~، حيث لم يتم متفاوتة المسافات PI والجينات السكروز PII بشكل فردي ولكن تنتشر في جميع أنحاء المنطقة التسلسل الكامل. [2] علاوة على ذلك، جينات السكروز هذه المنطقة تمت مقاطعة من جانب خفي المجموعة الثانية نوع الجين PKS.

## الاستخدام السريري
على الرغم من عنصر ماكرولايد، وهو فعال ضد الاريثروميسين مقاومة المكورات العنقودية وstrepcococci. وجدير بالذكر أنه فعال ضد المكورات العنقودية الذهبية المقاومة للميثيسيلين (MRSA). فائدته لالتهابات حادة، ومع ذلك، قد تكون محدودة بسبب عدم وجود الوريد بسبب الصياغة إلى ذوبانه الفقراء. على الرغم من ذلك يستخدم أحيانا كبديل لل ريفامبيسين + حمض الفوسيديك أو لنزوليد لعلاج هذه الجرثومة.
أدى عدم وجود شكل وريدي إلى تطوير pristinamycin المشتقة quinupristin / dalfopristin (أي Synerci، والتي يمكن أن تدار عن طريق الوريد للعدوى الجرثومية أكثر تشددا.